# Валенская, Нина Борисовна
Ни́на Бори́совна Вале́нская (род. 17 июня 1951, Горький) — российская театральная актриса, ведущий мастер сцены Норильского Заполярного театра драмы имени Вл. Маяковского. Заслуженная артистка России (1996).

## Биография
Нина Валенская родилась в Горьком в семье военнослужащего. Несмотря на то, что в детстве мечтала стать химиком, окончила Горьковское театральное училище, после чего работала в театрах Пензы и Оренбурга. С 1987 года живёт в Норильске и работает в местном драматическом театре, где исполнила много разноплановых ролей. Указом от 29 января 1996 году актрисе было присвоено звание заслуженной артистки России.
В 2009 году Нина Борисовне пришлось временно покинуть Норильск и переехать в Новосибирск к сыну Арсению. С отъездом актрисы со сцены Норильского театра были сняты спектакли «Два старых краба с нежным панцирем» и «Вишнёвый сад», для ролей Валенской в которых не нашлось замены. Однако, расставание длилось недолго — в 2010 году Нина Валенская вернулась в Норильск и в театр.

## Работа в театре
Нина Валенская получала приглашения от таких кинорежиссёров, как Владимир Мотыль, Андрея Кончаловского, Леонида Квинихидзе, однако киноактрисой не стала, поскольку, по её утверждению, «не выдержала бы кинематографической гонки и конкуренции». Тем не менее, она сыграла в нескольких эпизодических ролях и один раз подменяла отсутствовавшую Людмилу Гурченко.
Режиссёр Сергей Стеблюк говорил о Валенской: «В Нине Борисовне такой шарм — и актёрский, и женский, такое чувство юмора, к тому же у исполнительницы главной роли должен быть опыт в профессии и в жизни, а Валенская очень профессиональна».
На сцене Норильского Заполярного театра драмы им. Вл. Маяковского Нина Валенская сыграла 40 ролей, среди которых:
- «HAMLET/mousetrap» Шекспира — Гертруда
- «Вишнёвый сад» А. П. Чехова — Раневская
- «Два вечера в весёлом доме» — Эмма Эдуардовна
- «Два старых краба с нежным панцирем» — Кристина Мильман
- «Деревья умирают стоя» — бабушка
- «Конкурс» А. Галина — Варвара Волкова
- «Корсиканка» Иржи Губача — Жозефина
- «Любоff» — Эллен Менвил
- «Очень простая история» Марии Ладо — Лошадь Сестричка
- «Скупой» Ж. Б. Мольера — Фрозина[8]
- «Сладкоголосая птица юности» Теннесси Уильямса — Александра дель Лаго
- «Чума на оба ваши дома» Григория Горина — Розалина[9], позднее Синьора Капулетти
- «Шут Балакирев» Григория Горина — Екатерина Алексеевна

## Личная жизнь
Супруг Нины Валенской — народный артист России Александр Зыков, с которым она познакомилась в Пензе и который долгое время руководил Норильским Заполярным театром.